# IIHF Women's Challenge Cup of Asia
La Challenge Cup of Asia femminile (ufficialmente: IIHF Women's Challenge Cup of Asia) è un torneo per nazionali di hockey su ghiaccio femminili asiatiche, che si svolge annualmente dal 2010, anno in cui, assieme al torneo universitario, si è affiancato all'equivalente maschile, l'IIHF Challenge Cup of Asia.
L'edizione 2011 si è tenuta a novembre del 2010.
Dopo un anno di sosta (2013), dal 2014 la competizione è stata suddivisa in un torneo élite con le quattro migliori squadre, ed un torneo di I divisione, con le restanti squadre. Dopo una sola stagione, il torneo élite è stato sospeso, mentre ha continuato ad essere disputato quello di I divisione. Solo nel 2017 è ritornato a disputarsi il torneo élite, ma non quello di prima divisione; alcune nazioni inviarono le squadre Under-18. Nel 2018 sono tornati ad essere disputati entrambi i tornei.
Nel 2020 entrambi i tornei si sarebbero dovuti svolgere a Manila, ma sono stati cancellati a causa della pandemia di COVID-19.

## Albo d'oro

### Torneo élite
| Anno | Primo posto        | Secondo posto      | Terzo posto    | nr. partecipanti | Paese ospitante                |
| ---- | ------------------ | ------------------ | -------------- | ---------------- | ------------------------------ |
| 2010 | Cina 1             | Giappone           | Corea del Nord | 4                | Shanghai, Cina                 |
| 2011 | Giappone           | Cina               | Corea del Sud  | 3                | Nikkō, Giappone                |
| 2012 | Giappone           | Cina 1             | Cina 2         | 4                | Qiqihar, Cina                  |
| 2014 | Cina               | Corea del Nord     | Corea del Sud  | 4                | Harbin, Cina                   |
| 2017 | Nuova Zelanda U-18 | Thailandia         | Singapore      | 7                | Bangkok, Thailandia            |
| 2018 | Taipei cinese U-18 | Nuova Zelanda U-18 | Thailandia     | 4                | Kuala Lumpur, Malaysia         |
| 2019 | Thailandia         | Taipei cinese      | Singapore      | 5                | Abu Dhabi, Emirati Arabi Uniti |

### Torneo di I divisione
| Anno | Primo posto   | Secondo posto       | Terzo posto | nr. partecipanti | Paese ospitante                |
| ---- | ------------- | ------------------- | ----------- | ---------------- | ------------------------------ |
| 2014 | Hong Kong     | Thailandia          | Singapore   | 4                | Hong Kong                      |
| 2015 | Taipei cinese | Thailandia          | Hong Kong   | 3                | Taipei, Taipei Cinese          |
| 2016 | Taipei cinese | Thailandia          | Singapore   | 5                | Taipei, Taipei Cinese          |
| 2018 | Malaysia      | Emirati Arabi Uniti | Filippine   | 4                | Kuala Lumpur, Malaysia         |
| 2019 | Filippine     | Emirati Arabi Uniti | India       | 4                | Abu Dhabi, Emirati Arabi Uniti |